# Nathalie Ménigon
Nathalie Ménigon (Enghien-les-Bains, 28 de febrer de 1957) és una activista política anticapitalista i antifeixista francesa, exmilitant de l'organització armada Acció Directa. Acusada de cometre actes de terrorisme, el 1989 va ser condemnada a presó perpètua i el 2008 alliberada, després de complir més de 20 anys de presó.

## Detenció i presó
El 18 de febrer de 1987 va ser detinguda, amb els seus companys Jean-Marc Rouillan, Joëlle Aubron i Georges Cipriani, en una granja de Vitry-aux-Loges. El 1989 se la va acusar de l'assassinat, tres anys abans, de Georges Besse, llavors president de Renault, i de l'assassinat, quatre abans abans, de René Audran, alt funcionari del Ministeri de Defensa francès. Per aquells fets va ser condemnada a presó perpètua.
El 29 de juny de 1999 es va casar amb Jean-Marc Rouillan a la presó de Fleury-Mérogis.

## Excarceració
Fins a l'agost de 2007 va ser empresonada a la presó de Bapaume, situada al Pas de Calais. Se li va negar tres vegades una condemna suspesa per motius mèdics, després de patir hemiparèsia, depressió, problemes d'equilibri i espasmes. El maig de 2007 va ser traslladada a un programa d'arrest domiciliari. Les condicions li permetien treballar durant els dies, però va haver de passar les nits a la presó. Aquest requesit va ser necessari perquè finalment pogués sortir condicionalment de la presó. El 2 d'agost de 2008 va entrar en vigor la seva llibertat condicional.
Mentre estava a la presó va patir una hemiparèsia, causada per dos ictus. També es va autolesionar el 2003, en protesta per les condicions del presidi.

## Nou Partit Anticapitalista
El juliol de 2008 va manifestar interès pel Nou Partit Anticapitalista, iniciat per Olivier Besancenot i la Lliga Comunista Revolucionària.